# Kappa Aurigae
Kappa Aurigae (44 Aurigae) é uma estrela na direção da constelação de Auriga. Possui uma ascensão reta de 06h 15m 22.74s e uma declinação de +29° 29′ 55.4″. Sua magnitude aparente é igual a 4.32. Considerando sua distância de 169 anos-luz em relação à Terra, sua magnitude absoluta é igual a 0.75. Pertence à classe espectral G8IIIvar.